# Gran Premi Ciclista de Quebec 2019
El Gran Premi Ciclista de Quebec 2019 fou la desena edició del Gran Premi Ciclista del Quebec. La cursa es disputà el 13 de setembre de 2019. La cursa formava part de l'UCI World Tour 2019. Junt amb la Volta a Califòrnia i el Gran Premi Ciclista de Mont-real, són les úniques proves del World Tour que es disputen a Amèrica del Nord.
El vencedor fou l'australià Michael Matthews (Team Sunweb), que s'imposà a l'esprint a Peter Sagan (Bora-Hansgrohe) i Greg Van Avermaet (CCC Team), segon i tercer respectivament.

## Participants
En aquesta edició hi van prendre part 21 equips: els 18 equips World Tour, dos equips continentals professionals i una selecció nacional.
| WorldTeams (18)- AG2R La Mondiale - Astana - Bahrain-Merida - Bora-hansgrohe - CCC Team - Deceuninck-Quick Step - Dimension Data - EF Education First - Groupama-FDJ - Team Jumbo-Visma - Lotto Soudal - Mitchelton-Scott - Movistar Team - Katusha-Alpecin - Ineos - Team Sunweb - Trek-Segafredo - UAE Team Emirates Equips continentals professionals (2)- Rally UHC Cycling - Israel Cycling Academy Equip nacional- Canadà |
| |

## Classificació final
| \| Classificació general \| Classificació general \| Classificació general \| Classificació general \| Classificació general \| \| Corredor \| Corredor \| Equip \| Temps \| \| \| --------------------- \| --------------------- \| ---------------------- \| --------------------- \| --------------------- \| \| 1r \| Michael Matthews \| Team Sunweb \| 5h 13' 01" \| \| \| 2n \| Peter Sagan \| Bora-Hansgrohe \| + 0" \| \| \| 3r \| Greg Van Avermaet \| CCC Team \| + 0" \| \| \| 4t \| Diego Ulissi \| UAE Team Emirates \| + 0" \| \| \| 5è \| Jasper Stuyven \| Trek-Segafredo \| + 0" \| \| \| 6è \| Tom-Jelte Slagter \| Dimension Data \| + 0" \| \| \| 7è \| Julian Alaphilippe \| Deceuninck-Quick Step \| + 0" \| \| \| 8è \| Timo Roosen \| Team Jumbo-Visma \| + 0" \| \| \| 9è \| Tim Wellens \| Lotto-Soudal \| + 0" \| \| \| 10è \| Benoît Cosnefroy \| AG2R La Mondiale \| + 0" \| \| \| 11è \| Daryl Impey \| Mitchelton-Scott \| + 0" \| \| \| 12è \| Alberto Bettiol \| EF Education First \| + 0" \| \| \| 13è \| Kristian Sbaragli \| Israel Cycling Academy \| + 0" \| \| \| 14è \| Bauke Mollema \| Trek-Segafredo \| + 0" \| \| \| 15è \| Hugo Houle \| Astana \| + 0" \| \| |                    |                        |            |
| |                    |                        |            |
| Font: ProCyclingStats |                    |                        |            |
| Classificació general |                    |                        |            |
| Corredor | Corredor           | Equip                  | Temps      |
| 1r | Michael Matthews   | Team Sunweb            | 5h 13' 01" |
| 2n | Peter Sagan        | Bora-Hansgrohe         | + 0"       |
| 3r | Greg Van Avermaet  | CCC Team               | + 0"       |
| 4t | Diego Ulissi       | UAE Team Emirates      | + 0"       |
| 5è | Jasper Stuyven     | Trek-Segafredo         | + 0"       |
| 6è | Tom-Jelte Slagter  | Dimension Data         | + 0"       |
| 7è | Julian Alaphilippe | Deceuninck-Quick Step  | + 0"       |
| 8è | Timo Roosen        | Team Jumbo-Visma       | + 0"       |
| 9è | Tim Wellens        | Lotto-Soudal           | + 0"       |
| 10è | Benoît Cosnefroy   | AG2R La Mondiale       | + 0"       |
| 11è | Daryl Impey        | Mitchelton-Scott       | + 0"       |
| 12è | Alberto Bettiol    | EF Education First     | + 0"       |
| 13è | Kristian Sbaragli  | Israel Cycling Academy | + 0"       |
| 14è | Bauke Mollema      | Trek-Segafredo         | + 0"       |
| 15è | Hugo Houle         | Astana                 | + 0"       |

## Llista de participants
| Team Sunweb SUN | Team Sunweb SUN           | Team Sunweb SUN |
| --------------- | ------------------------- | --------------- |
| Núm             | Ciclista                  | Pos             |
| 1               | Michael Matthews (AUS)    | 1r              |
| 2               | Louis Vervaeke (BEL)      | 121è            |
| 3               | Jan Bakelants (BEL)       | 59è             |
| 4               | Jai Hindley (AUS)         | 92è             |
| 5               | Marc Hirschi (SUI)        | 62è             |
| 6               | Lennard Kämna (GER)       | DNF             |
| 7               | Johannes Fröhlinger (GER) | DNF             |

| Deceuninck-Quick Step DQT | Deceuninck-Quick Step DQT   | Deceuninck-Quick Step DQT |
| ------------------------- | --------------------------- | ------------------------- |
| Núm                       | Ciclista                    | Pos                       |
| 11                        | Julian Alaphilippe (FRA)    | 7è                        |
| 12                        | Kasper Asgreen (DEN)        | 27è                       |
| 13                        | Dries Devenyns (BEL)        | 101è                      |
| 14                        | Remco Evenepoel (BEL)       | 99è                       |
| 15                        | Mikkel Frølich Honoré (DEN) | 54è                       |
| 16                        | Enric Mas Nicolau (ESP)     | 71è                       |
| 17                        | Pieter Serry (BEL)          | 109è                      |

| Bora-Hansgrohe BOH | Bora-Hansgrohe BOH          | Bora-Hansgrohe BOH |
| ------------------ | --------------------------- | ------------------ |
| Núm                | Ciclista                    | Pos                |
| 21                 | Peter Sagan (SVK)           | 2n                 |
| 22                 | Cesare Benedetti (ITA)      | 89è                |
| 23                 | Marcus Burghardt (GER)      | 117è               |
| 24                 | Patrick Konrad (AUT) (ruta) | 104è               |
| 25                 | Jay McCarthy (AUS)          | 35è                |
| 26                 | Daniel Oss (ITA)            | 75è                |
| 27                 | Christoph Pfingsten (GER)   | DNF                |

| CCC Team CCC | CCC Team CCC            | CCC Team CCC |
| ------------ | ----------------------- | ------------ |
| Núm          | Ciclista                | Pos          |
| 31           | Greg Van Avermaet (BEL) | 3r           |
| 32           | Josef Černý (CZE)       | DNF          |
| 33           | Simon Geschke (GER)     | 29è          |
| 34           | Serge Pauwels (BEL)     | 60è          |
| 35           | Joey Rosskopf (USA)     | 47è          |
| 36           | Michael Schär (SUI)     | 83è          |
| 37           | Łukasz Wiśniowski (POL) | 82è          |

| AG2R La Mondiale ALM | AG2R La Mondiale ALM         | AG2R La Mondiale ALM |
| -------------------- | ---------------------------- | -------------------- |
| Núm                  | Ciclista                     | Pos                  |
| 41                   | Oliver Naesen (BEL)          | 20è                  |
| 42                   | Benoît Cosnefroy (FRA)       | 10è                  |
| 43                   | Julien Duval (FRA)           | 122è                 |
| 44                   | Mathias Frank (SUI)          | 23è                  |
| 45                   | Alexis Gougeard (FRA)        | DNF                  |
| 46                   | Aurélien Paret-Peintre (FRA) | 87è                  |
| 47                   | Nans Peters (FRA)            | 33è                  |

| Bahrain-Merida TBM | Bahrain-Merida TBM        | Bahrain-Merida TBM |
| ------------------ | ------------------------- | ------------------ |
| Núm                | Ciclista                  | Pos                |
| 51                 | Vincenzo Nibali (ITA)     | 69è                |
| 52                 | Valerio Agnoli (ITA)      | DNF                |
| 53                 | Grega Bole (SLO)          | DNF                |
| 54                 | Damiano Caruso (ITA)      | 77è                |
| 55                 | Sonny Colbrelli (ITA)     | 37è                |
| 56                 | Iván García Cortina (ESP) | 73è                |
| 57                 | Matej Mohorič (SLO)       | 36è                |

| Team Ineos INS | Team Ineos INS                     | Team Ineos INS |
| -------------- | ---------------------------------- | -------------- |
| Núm            | Ciclista                           | Pos            |
| 61             | Geraint Thomas (GBR)               | 97è            |
| 62             | Leonardo Basso (ITA)               | 118è           |
| 63             | Christian Knees (GER)              | 103è           |
| 64             | Michał Kwiatkowski (POL)           | 119è           |
| 65             | Christopher Lawless (GBR)          | 66è            |
| 66             | Kristoffer Halvorsen (NOR)         | 120è           |
| 67             | Jonathan Castroviejo Nicolás (ESP) | 72è            |

| UAE Team Emirates UAD | UAE Team Emirates UAD            | UAE Team Emirates UAD |
| --------------------- | -------------------------------- | --------------------- |
| Núm                   | Ciclista                         | Pos                   |
| 71                    | Diego Ulissi (ITA)               | 4t                    |
| 72                    | Sven Erik Bystrøm (NOR)          | 31è                   |
| 73                    | Rui Alberto Faria da Costa (POR) | 41è                   |
| 74                    | Daniel Martin (IRL)              | 95è                   |
| 75                    | Rui Oliveira (POR)               | 46è                   |
| 76                    | Jasper Philipsen (BEL)           | 63è                   |
| 77                    | Jan Polanc (SLO)                 | 108è                  |

| Astana AST | Astana AST                          | Astana AST |
| ---------- | ----------------------------------- | ---------- |
| Núm        | Ciclista                            | Pos        |
| 81         | Hugo Houle (CAN)                    | 15è        |
| 82         | Peio Bilbao López de Armentia (ESP) | 64è        |
| 83         | Davide Ballerini (ITA)              | 70è        |
| 84         | Andrei Zeits (KAZ)                  | 32è        |
| 85         | Magnus Cort Nielsen (DEN)           | 112è       |
| 86         | Davide Villella (ITA)               | 25è        |
| 87         | Jonas Gregaard Wilsly (DEN)         | 78è        |

| Lotto-Soudal LTS | Lotto-Soudal LTS      | Lotto-Soudal LTS |
| ---------------- | --------------------- | ---------------- |
| Núm              | Ciclista              | Pos              |
| 91               | Tim Wellens (BEL)     | 9è               |
| 92               | Stan Dewulf (BEL)     | 43è              |
| 93               | Lawrence Naesen (BEL) | 94è              |
| 94               | Nikolas Maes (BEL)    | 90è              |
| 95               | Maxime Monfort (BEL)  | 88è              |
| 96               | Jelle Vanendert (BEL) | 18è              |

| Groupama-FDJ GFC | Groupama-FDJ GFC       | Groupama-FDJ GFC |
| ---------------- | ---------------------- | ---------------- |
| Núm              | Ciclista               | Pos              |
| 101              | Antoine Duchesne (CAN) | 81è              |
| 102              | Kevin Geniets (LUX)    | 48è              |
| 103              | Olivier Le Gac (FRA)   | 52è              |
| 104              | Valentin Madouas (FRA) | 24è              |
| 105              | Rudy Molard (FRA)      | 30è              |
| 106              | William Bonnet (FRA)   | DNF              |
| 107              | Anthony Roux (FRA)     | 42è              |

| EF Education First EF1 | EF Education First EF1    | EF Education First EF1 |
| ---------------------- | ------------------------- | ---------------------- |
| Núm                    | Ciclista                  | Pos                    |
| 111                    | Michael Woods (CAN)       | 17è                    |
| 112                    | Julius van den Berg (NED) | 114è                   |
| 113                    | Alberto Bettiol (ITA)     | 12è                    |
| 114                    | Nathan Brown (USA)        | 49è                    |
| 115                    | Alex Howes (USA) (ruta)   | 53è                    |
| 116                    | Sep Vanmarcke (BEL)       | 40è                    |
| 117                    | James Whelan (AUS)        | 80è                    |

| Team Jumbo-Visma TJV | Team Jumbo-Visma TJV   | Team Jumbo-Visma TJV |
| -------------------- | ---------------------- | -------------------- |
| Núm                  | Ciclista               | Pos                  |
| 121                  | Danny van Poppel (NED) | DNF                  |
| 122                  | Laurens De Plus (BEL)  | 98è                  |
| 123                  | Tom Leezer (NED)       | 113è                 |
| 124                  | Paul Martens (GER)     | 57è                  |
| 125                  | Jonas Vingegaard (DEN) | 96è                  |
| 126                  | Timo Roosen (NED)      | 8è                   |
| 127                  | Antwan Tolhoek (NED)   | 91è                  |

| Trek-Segafredo TFS | Trek-Segafredo TFS        | Trek-Segafredo TFS |
| ------------------ | ------------------------- | ------------------ |
| Núm                | Ciclista                  | Pos                |
| 131                | Richie Porte (AUS)        | 84è                |
| 132                | Nicola Conci (ITA)        | 123è               |
| 133                | Julien Bernard (FRA)      | DNF                |
| 134                | Michael Gogl (AUT)        | 105è               |
| 135                | Bauke Mollema (NED)       | 14è                |
| 136                | Toms Skujiņš (LAT) (ruta) | 107è               |
| 137                | Jasper Stuyven (BEL)      | 5è                 |

| Movistar Team MOV | Movistar Team MOV              | Movistar Team MOV |
| ----------------- | ------------------------------ | ----------------- |
| Núm               | Ciclista                       | Pos               |
| 141               | Carlos Betancur Gómez (COL)    | 34è               |
| 142               | Jaime Castrillo (ESP)          | 56è               |
| 143               | Rubén Fernández Andújar (ESP)  | 58è               |
| 144               | Lluís Mas Bonet (ESP)          | DNF               |
| 145               | Eduard Prades i Reverter (ESP) | 16è               |
| 146               | Jürgen Roelandts (BEL)         | 76è               |
| 147               | Jasha Sütterlin (GER)          | 26è               |

| Mitchelton-Scott MTS | Mitchelton-Scott MTS          | Mitchelton-Scott MTS |
| -------------------- | ----------------------------- | -------------------- |
| Núm                  | Ciclista                      | Pos                  |
| 151                  | Adam Yates (GBR)              | 21è                  |
| 152                  | Brent Bookwalter (USA)        | 44è                  |
| 153                  | Jack Haig (AUS)               | 28è                  |
| 154                  | Lucas Hamilton (AUS)          | 65è                  |
| 155                  | Daryl Impey (RSA) (ruta)      | 11è                  |
| 156                  | Christopher Juul-Jensen (DEN) | 100è                 |
| 157                  | Robert Stannard (AUS)         | 102è                 |

| Katusha-Alpecin TKA | Katusha-Alpecin TKA         | Katusha-Alpecin TKA |
| ------------------- | --------------------------- | ------------------- |
| Núm                 | Ciclista                    | Pos                 |
| 161                 | Nathan Haas (AUS)           | 39è                 |
| 162                 | Jenthe Biermans (BEL)       | DNF                 |
| 163                 | José Gonçalves Maciel (POR) | 128è                |
| 164                 | Marco Haller (AUT)          | 38è                 |
| 165                 | Reto Hollenstein (SUI)      | 111è                |
| 166                 | Rick Zabel (GER)            | DNF                 |
| 167                 | Simon Špilak (SLO)          | 61è                 |

| Dimension Data TDD | Dimension Data TDD                | Dimension Data TDD |
| ------------------ | --------------------------------- | ------------------ |
| Núm                | Ciclista                          | Pos                |
| 171                | Enrico Gasparotto (ITA)           | 50è                |
| 172                | Ryan Gibbons (RSA)                | 85è                |
| 173                | Michael Valgren Andersen (DEN)    | 19è                |
| 174                | Reinardt Janse van Rensburg (RSA) | 110è               |
| 175                | Roman Kreuziger (CZE)             | DNF                |
| 176                | Gino Mäder (SUI)                  | DNF                |
| 177                | Tom-Jelte Slagter (NED)           | 6è                 |

| Israel Cycling Academy ICA | Israel Cycling Academy ICA | Israel Cycling Academy ICA |
| -------------------------- | -------------------------- | -------------------------- |
| Núm                        | Ciclista                   | Pos                        |
| 181                        | Guillaume Boivin (CAN)     | DNF                        |
| 182                        | Alexander Cataford (CAN)   | 51è                        |
| 183                        | Nathan Earle (AUS)         | 93è                        |
| 184                        | August Jensen (NOR)        | 67è                        |
| 185                        | Krists Neilands (LAT)      | 55è                        |
| 186                        | Guy Sagiv (ISR) (ruta)     | 126è                       |
| 187                        | Kristian Sbaragli (ITA)    | 13è                        |

| Rally UHC Cycling RLY | Rally UHC Cycling RLY | Rally UHC Cycling RLY |
| --------------------- | --------------------- | --------------------- |
| Núm                   | Ciclista              | Pos                   |
| 191                   | Svein Tuft (CAN)      | DNF                   |
| 192                   | Ryan Anderson (CAN)   | 86è                   |
| 193                   | Rob Britton (CAN)     | 79è                   |
| 194                   | Gavin Mannion (USA)   | 124è                  |
| 195                   | Matteo Dal-Cin (CAN)  | 127è                  |
| 196                   | Adam de Vos (CAN)     | 45è                   |
| 197                   | Nigel Ellsay (CAN)    | 106è                  |

| Canadà CAN | Canadà CAN               | Canadà CAN |
| ---------- | ------------------------ | ---------- |
| Núm        | Ciclista                 | Pos        |
| 201        | James Piccoli            | 22è        |
| 202        | Evan Burtnik             | 125è       |
| 203        | Jordan Cheyne            | 115è       |
| 204        | Charles-Étienne Chrétien | 116è       |
| 205        | Laurent Gervais          | 74è        |
| 206        | Adam Roberge             | DNF        |
| 207        | Nickolas Zukowsky        | 68è        |

| Team Sunweb SUN | Team Sunweb SUN           | Team Sunweb SUN |
| --------------- | ------------------------- | --------------- |
| Núm             | Ciclista                  | Pos             |
| 1               | Michael Matthews (AUS)    | 1r              |
| 2               | Louis Vervaeke (BEL)      | 121è            |
| 3               | Jan Bakelants (BEL)       | 59è             |
| 4               | Jai Hindley (AUS)         | 92è             |
| 5               | Marc Hirschi (SUI)        | 62è             |
| 6               | Lennard Kämna (GER)       | DNF             |
| 7               | Johannes Fröhlinger (GER) | DNF             |

| Deceuninck-Quick Step DQT | Deceuninck-Quick Step DQT   | Deceuninck-Quick Step DQT |
| ------------------------- | --------------------------- | ------------------------- |
| Núm                       | Ciclista                    | Pos                       |
| 11                        | Julian Alaphilippe (FRA)    | 7è                        |
| 12                        | Kasper Asgreen (DEN)        | 27è                       |
| 13                        | Dries Devenyns (BEL)        | 101è                      |
| 14                        | Remco Evenepoel (BEL)       | 99è                       |
| 15                        | Mikkel Frølich Honoré (DEN) | 54è                       |
| 16                        | Enric Mas Nicolau (ESP)     | 71è                       |
| 17                        | Pieter Serry (BEL)          | 109è                      |

| Bora-Hansgrohe BOH | Bora-Hansgrohe BOH          | Bora-Hansgrohe BOH |
| ------------------ | --------------------------- | ------------------ |
| Núm                | Ciclista                    | Pos                |
| 21                 | Peter Sagan (SVK)           | 2n                 |
| 22                 | Cesare Benedetti (ITA)      | 89è                |
| 23                 | Marcus Burghardt (GER)      | 117è               |
| 24                 | Patrick Konrad (AUT) (ruta) | 104è               |
| 25                 | Jay McCarthy (AUS)          | 35è                |
| 26                 | Daniel Oss (ITA)            | 75è                |
| 27                 | Christoph Pfingsten (GER)   | DNF                |

| CCC Team CCC | CCC Team CCC            | CCC Team CCC |
| ------------ | ----------------------- | ------------ |
| Núm          | Ciclista                | Pos          |
| 31           | Greg Van Avermaet (BEL) | 3r           |
| 32           | Josef Černý (CZE)       | DNF          |
| 33           | Simon Geschke (GER)     | 29è          |
| 34           | Serge Pauwels (BEL)     | 60è          |
| 35           | Joey Rosskopf (USA)     | 47è          |
| 36           | Michael Schär (SUI)     | 83è          |
| 37           | Łukasz Wiśniowski (POL) | 82è          |

| AG2R La Mondiale ALM | AG2R La Mondiale ALM         | AG2R La Mondiale ALM |
| -------------------- | ---------------------------- | -------------------- |
| Núm                  | Ciclista                     | Pos                  |
| 41                   | Oliver Naesen (BEL)          | 20è                  |
| 42                   | Benoît Cosnefroy (FRA)       | 10è                  |
| 43                   | Julien Duval (FRA)           | 122è                 |
| 44                   | Mathias Frank (SUI)          | 23è                  |
| 45                   | Alexis Gougeard (FRA)        | DNF                  |
| 46                   | Aurélien Paret-Peintre (FRA) | 87è                  |
| 47                   | Nans Peters (FRA)            | 33è                  |

| Bahrain-Merida TBM | Bahrain-Merida TBM        | Bahrain-Merida TBM |
| ------------------ | ------------------------- | ------------------ |
| Núm                | Ciclista                  | Pos                |
| 51                 | Vincenzo Nibali (ITA)     | 69è                |
| 52                 | Valerio Agnoli (ITA)      | DNF                |
| 53                 | Grega Bole (SLO)          | DNF                |
| 54                 | Damiano Caruso (ITA)      | 77è                |
| 55                 | Sonny Colbrelli (ITA)     | 37è                |
| 56                 | Iván García Cortina (ESP) | 73è                |
| 57                 | Matej Mohorič (SLO)       | 36è                |

| Team Ineos INS | Team Ineos INS                     | Team Ineos INS |
| -------------- | ---------------------------------- | -------------- |
| Núm            | Ciclista                           | Pos            |
| 61             | Geraint Thomas (GBR)               | 97è            |
| 62             | Leonardo Basso (ITA)               | 118è           |
| 63             | Christian Knees (GER)              | 103è           |
| 64             | Michał Kwiatkowski (POL)           | 119è           |
| 65             | Christopher Lawless (GBR)          | 66è            |
| 66             | Kristoffer Halvorsen (NOR)         | 120è           |
| 67             | Jonathan Castroviejo Nicolás (ESP) | 72è            |

| UAE Team Emirates UAD | UAE Team Emirates UAD            | UAE Team Emirates UAD |
| --------------------- | -------------------------------- | --------------------- |
| Núm                   | Ciclista                         | Pos                   |
| 71                    | Diego Ulissi (ITA)               | 4t                    |
| 72                    | Sven Erik Bystrøm (NOR)          | 31è                   |
| 73                    | Rui Alberto Faria da Costa (POR) | 41è                   |
| 74                    | Daniel Martin (IRL)              | 95è                   |
| 75                    | Rui Oliveira (POR)               | 46è                   |
| 76                    | Jasper Philipsen (BEL)           | 63è                   |
| 77                    | Jan Polanc (SLO)                 | 108è                  |

| Astana AST | Astana AST                          | Astana AST |
| ---------- | ----------------------------------- | ---------- |
| Núm        | Ciclista                            | Pos        |
| 81         | Hugo Houle (CAN)                    | 15è        |
| 82         | Peio Bilbao López de Armentia (ESP) | 64è        |
| 83         | Davide Ballerini (ITA)              | 70è        |
| 84         | Andrei Zeits (KAZ)                  | 32è        |
| 85         | Magnus Cort Nielsen (DEN)           | 112è       |
| 86         | Davide Villella (ITA)               | 25è        |
| 87         | Jonas Gregaard Wilsly (DEN)         | 78è        |

| Lotto-Soudal LTS | Lotto-Soudal LTS      | Lotto-Soudal LTS |
| ---------------- | --------------------- | ---------------- |
| Núm              | Ciclista              | Pos              |
| 91               | Tim Wellens (BEL)     | 9è               |
| 92               | Stan Dewulf (BEL)     | 43è              |
| 93               | Lawrence Naesen (BEL) | 94è              |
| 94               | Nikolas Maes (BEL)    | 90è              |
| 95               | Maxime Monfort (BEL)  | 88è              |
| 96               | Jelle Vanendert (BEL) | 18è              |

| Groupama-FDJ GFC | Groupama-FDJ GFC       | Groupama-FDJ GFC |
| ---------------- | ---------------------- | ---------------- |
| Núm              | Ciclista               | Pos              |
| 101              | Antoine Duchesne (CAN) | 81è              |
| 102              | Kevin Geniets (LUX)    | 48è              |
| 103              | Olivier Le Gac (FRA)   | 52è              |
| 104              | Valentin Madouas (FRA) | 24è              |
| 105              | Rudy Molard (FRA)      | 30è              |
| 106              | William Bonnet (FRA)   | DNF              |
| 107              | Anthony Roux (FRA)     | 42è              |

| EF Education First EF1 | EF Education First EF1    | EF Education First EF1 |
| ---------------------- | ------------------------- | ---------------------- |
| Núm                    | Ciclista                  | Pos                    |
| 111                    | Michael Woods (CAN)       | 17è                    |
| 112                    | Julius van den Berg (NED) | 114è                   |
| 113                    | Alberto Bettiol (ITA)     | 12è                    |
| 114                    | Nathan Brown (USA)        | 49è                    |
| 115                    | Alex Howes (USA) (ruta)   | 53è                    |
| 116                    | Sep Vanmarcke (BEL)       | 40è                    |
| 117                    | James Whelan (AUS)        | 80è                    |

| Team Jumbo-Visma TJV | Team Jumbo-Visma TJV   | Team Jumbo-Visma TJV |
| -------------------- | ---------------------- | -------------------- |
| Núm                  | Ciclista               | Pos                  |
| 121                  | Danny van Poppel (NED) | DNF                  |
| 122                  | Laurens De Plus (BEL)  | 98è                  |
| 123                  | Tom Leezer (NED)       | 113è                 |
| 124                  | Paul Martens (GER)     | 57è                  |
| 125                  | Jonas Vingegaard (DEN) | 96è                  |
| 126                  | Timo Roosen (NED)      | 8è                   |
| 127                  | Antwan Tolhoek (NED)   | 91è                  |

| Trek-Segafredo TFS | Trek-Segafredo TFS        | Trek-Segafredo TFS |
| ------------------ | ------------------------- | ------------------ |
| Núm                | Ciclista                  | Pos                |
| 131                | Richie Porte (AUS)        | 84è                |
| 132                | Nicola Conci (ITA)        | 123è               |
| 133                | Julien Bernard (FRA)      | DNF                |
| 134                | Michael Gogl (AUT)        | 105è               |
| 135                | Bauke Mollema (NED)       | 14è                |
| 136                | Toms Skujiņš (LAT) (ruta) | 107è               |
| 137                | Jasper Stuyven (BEL)      | 5è                 |

| Movistar Team MOV | Movistar Team MOV              | Movistar Team MOV |
| ----------------- | ------------------------------ | ----------------- |
| Núm               | Ciclista                       | Pos               |
| 141               | Carlos Betancur Gómez (COL)    | 34è               |
| 142               | Jaime Castrillo (ESP)          | 56è               |
| 143               | Rubén Fernández Andújar (ESP)  | 58è               |
| 144               | Lluís Mas Bonet (ESP)          | DNF               |
| 145               | Eduard Prades i Reverter (ESP) | 16è               |
| 146               | Jürgen Roelandts (BEL)         | 76è               |
| 147               | Jasha Sütterlin (GER)          | 26è               |

| Mitchelton-Scott MTS | Mitchelton-Scott MTS          | Mitchelton-Scott MTS |
| -------------------- | ----------------------------- | -------------------- |
| Núm                  | Ciclista                      | Pos                  |
| 151                  | Adam Yates (GBR)              | 21è                  |
| 152                  | Brent Bookwalter (USA)        | 44è                  |
| 153                  | Jack Haig (AUS)               | 28è                  |
| 154                  | Lucas Hamilton (AUS)          | 65è                  |
| 155                  | Daryl Impey (RSA) (ruta)      | 11è                  |
| 156                  | Christopher Juul-Jensen (DEN) | 100è                 |
| 157                  | Robert Stannard (AUS)         | 102è                 |

| Katusha-Alpecin TKA | Katusha-Alpecin TKA         | Katusha-Alpecin TKA |
| ------------------- | --------------------------- | ------------------- |
| Núm                 | Ciclista                    | Pos                 |
| 161                 | Nathan Haas (AUS)           | 39è                 |
| 162                 | Jenthe Biermans (BEL)       | DNF                 |
| 163                 | José Gonçalves Maciel (POR) | 128è                |
| 164                 | Marco Haller (AUT)          | 38è                 |
| 165                 | Reto Hollenstein (SUI)      | 111è                |
| 166                 | Rick Zabel (GER)            | DNF                 |
| 167                 | Simon Špilak (SLO)          | 61è                 |

| Dimension Data TDD | Dimension Data TDD                | Dimension Data TDD |
| ------------------ | --------------------------------- | ------------------ |
| Núm                | Ciclista                          | Pos                |
| 171                | Enrico Gasparotto (ITA)           | 50è                |
| 172                | Ryan Gibbons (RSA)                | 85è                |
| 173                | Michael Valgren Andersen (DEN)    | 19è                |
| 174                | Reinardt Janse van Rensburg (RSA) | 110è               |
| 175                | Roman Kreuziger (CZE)             | DNF                |
| 176                | Gino Mäder (SUI)                  | DNF                |
| 177                | Tom-Jelte Slagter (NED)           | 6è                 |

| Israel Cycling Academy ICA | Israel Cycling Academy ICA | Israel Cycling Academy ICA |
| -------------------------- | -------------------------- | -------------------------- |
| Núm                        | Ciclista                   | Pos                        |
| 181                        | Guillaume Boivin (CAN)     | DNF                        |
| 182                        | Alexander Cataford (CAN)   | 51è                        |
| 183                        | Nathan Earle (AUS)         | 93è                        |
| 184                        | August Jensen (NOR)        | 67è                        |
| 185                        | Krists Neilands (LAT)      | 55è                        |
| 186                        | Guy Sagiv (ISR) (ruta)     | 126è                       |
| 187                        | Kristian Sbaragli (ITA)    | 13è                        |

| Rally UHC Cycling RLY | Rally UHC Cycling RLY | Rally UHC Cycling RLY |
| --------------------- | --------------------- | --------------------- |
| Núm                   | Ciclista              | Pos                   |
| 191                   | Svein Tuft (CAN)      | DNF                   |
| 192                   | Ryan Anderson (CAN)   | 86è                   |
| 193                   | Rob Britton (CAN)     | 79è                   |
| 194                   | Gavin Mannion (USA)   | 124è                  |
| 195                   | Matteo Dal-Cin (CAN)  | 127è                  |
| 196                   | Adam de Vos (CAN)     | 45è                   |
| 197                   | Nigel Ellsay (CAN)    | 106è                  |

| Canadà CAN | Canadà CAN               | Canadà CAN |
| ---------- | ------------------------ | ---------- |
| Núm        | Ciclista                 | Pos        |
| 201        | James Piccoli            | 22è        |
| 202        | Evan Burtnik             | 125è       |
| 203        | Jordan Cheyne            | 115è       |
| 204        | Charles-Étienne Chrétien | 116è       |
| 205        | Laurent Gervais          | 74è        |
| 206        | Adam Roberge             | DNF        |
| 207        | Nickolas Zukowsky        | 68è        |